# Gen gap

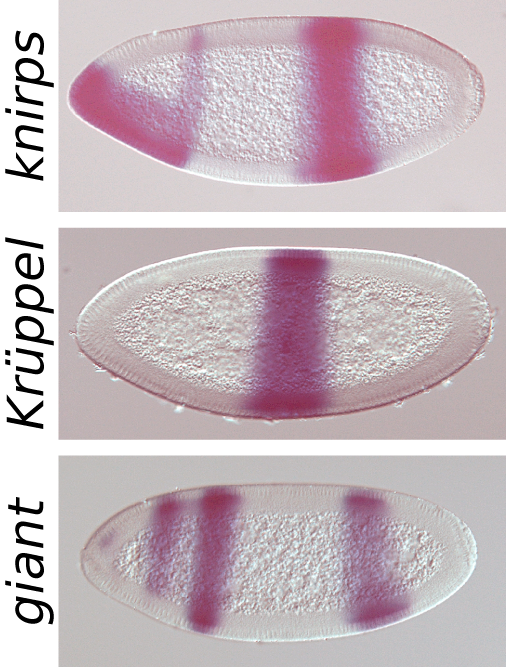
Hibridació d'àcids nucleics in situ amb ARNm d'alguns gens gap en un embrió primerenc de Drosophila

Un gen gap és un tipus de gen implicat en el desenvolupament dels embrions segmentats d'alguns artròpodes. Els gens gap estan definits per l'efecte d'una mutació en un gen, fet que provoca la pèrdua de segments contigus del cos, creant l'aparença d'un "forat" al pla corporal que seria normal. Cada gen gap, llavors, és necessari per al desenvolupament d'una secció de l'organisme.

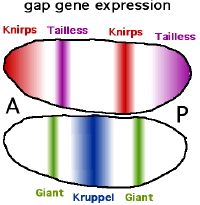
Expressió d'alguns dels gens gap en bandes en un embrió primerenc de Drosophila

Els primers a descriure els gens gap foren Christiane Nüsslein-Volhard i Eric Wieschaus l'any 1980. Aquests dos investigadors van emprar una pantalla genètica per identificar gens requerits pel desenvolupament embrionari de la mosca de la fruita. Van trobar tres gens- Knirps, Krüppel i Hunchback (que podríem traduir grollerament com a gens de paraigües, gens inutilitzats i gens geperuts) – on les mutacions van causar la deleció d'alguns trams determinats dels segments. Treballs posteriors van identificar més gens gap a l'embrió primerenc de la Drosophila – giant, huckebein i tailless. De fet, es necessiten encara més gens gap pel desenvolupament del cap de Drosophila.
Una vegada els gens gap van ser identificats a nivell molecular, es va descobrir que cadascun d'ells és expressat en una banda a l'embrió primerenc, generalment correlacionada amb la regió absent del mutant. En el cas de la Drosophila, els gens gap codifiquen factors de transcripció, i aquests controlen directament l'expressió d'una altra sèrie de gens implicats en la segmentació, els gens pair-rule. Els mateixos gens gap són expressats sota el control dels gens d'efecte matern com ara el bicoide i els nanos, i es regulen entre ells per tal d'assolir els seus patrons d'expressió exactes.